# Maša Tomašević
Maša Tomašević (8 agosto 2007) è una calciatrice montenegrina, centrocampista dell'Inter e della nazionale montenegrina.
Talento precocissimo, ha esordito nella nazionale maggiore a soli 15 anni. Nel 2024 è stata inserita dall'UEFA tra le 10 giovani calciatrici emergenti da tenere d'occhio per il futuro.

## Caratteristiche tecniche
Giocatrice offensiva con grandi qualità tecniche e di lettura di gioco, in patria si è messa in evidenza anche come eccellente realizzatrice realizzando record di gol per il campionato montenegrino. Può giocare come centrocampista offensiva, ala e punta centrale.

## Carriera

### Club
Gioca titolare nel massimo campionato montenegrino a soli 14 anni nelle fila del Mladost 2015, per poi passare al Danilovgrad. A fine stagione viene acquistata dal Buducnost, che le consente di mettere in mostra tutto il suo potenziale e di spiccare in un campionato tecnicamente limitato. In tre stagioni realizza 161 gol, con una media di quasi tre reti a partita, che le valgono due titoli di capocannoniere (52 reti in 18 partite nel 2023-24 e 81 gol in 20 partite nel 2024-25) e contribuiscono alla conquista di un campionato. Le sue prestazioni, oltre a valerle la convocazione nella nazionale maggiore a soli 15 anni e 259 giorni, attirano le attenzioni di grandi club europei, tra cui il Real Madrid e l'Inter.
Proprio all'Inter si trasferisce il 16 agosto 2025, firmando un contratto triennale.

## Statistiche

### Presenze e reti nei club
Statistiche aggiornate al 15 agosto 2025.
| Stagione         | Squadra          | Campionato       | Campionato | Campionato | Coppe nazionali | Coppe nazionali | Coppe nazionali | Coppe continentali | Coppe continentali | Coppe continentali | Altre coppe | Altre coppe | Altre coppe | Totale | Totale |
| Stagione         | Squadra          | Comp             | Pres       | Reti       | Comp            | Pres            | Reti            | Comp               | Pres               | Reti               | Comp        | Pres        | Reti        | Pres   | Reti   |
| ---------------- | ---------------- | ---------------- | ---------- | ---------- | --------------- | --------------- | --------------- | ------------------ | ------------------ | ------------------ | ----------- | ----------- | ----------- | ------ | ------ |
| 2021-2022        | Mladost 2015     | PZ               | 4          | 0          |                 | -               | -               |                    | -                  | -                  |             | -           | -           | 4      | 0      |
| gen. 2022        | Danilovgrad      | PZ               | 4          | 4          |                 | -               | -               |                    | -                  | -                  |             | -           | -           | 4      | 4      |
| 2022-2023        | Budućnost        | PZ               | 20         | 28         |                 | -               | -               |                    | -                  | -                  |             | -           | -           | 20     | 28     |
| 2023-2024        | Budućnost        | PZ               | 18         | 52         |                 | -               | -               |                    | -                  | -                  |             | -           | -           | 18     | 52     |
| 2024-2025        | Budućnost        | PZ               | 20+        | 81         |                 | -               | -               |                    | -                  | -                  |             | -           | -           | 20+    | 81     |
| Totale Buducnost | Totale Buducnost | Totale Buducnost | 58+        | 161        |                 | -               | -               |                    | -                  | -                  |             | -           | -           | 58+    | 161    |
| 2025-2026        | Inter            | A                | -          | -          | CI              | -               | -               | UWCL               | -                  | -                  | WC          | -           | -           | -      | -      |
| Totale carriera  | Totale carriera  | Totale carriera  | 66+        | 165        |                 |                 |                 |                    |                    |                    |             | -           | -           | 66+    | 165    |

## Palmarès

### Club
- Campionato montenegrino: 1

Buducnost: 2024-25

### Individuale
- Capocannoniere del campionato montenegrino femminile: 2

2023-2024 (52 reti), 2024-2025 (81 reti)